# Regione di sviluppo Centru
Centru è una delle regioni di sviluppo della Romania. Comprende i seguenti Distretti: Alba, Brașov, Covasna, Harghita, Mureș e Sibiu.

## Società

### Evoluzione demografica
Ha una popolazione di 2 523 021 abitanti per una densità di 73,99 abitanti/km². 
La regione è una delle più variegate dal punto di vista etnico con rumeni (65,4%), ungheresi (29,9%) e rom (4%). Nei distretti di Harghita e Covasna gli ungheresi costituiscono la maggioranza della popolazione.

## Religione

### Cristianesimo ortodosso
La maggior parte dei fedeli fa riferimento alla Chiesa ortodossa rumena, autocefala, che nella regione ha la Metropolia di Transilvania con sede a Sibiu e cinque diocesi in tutto.

### Cristianesimo cattolico
Ad Alba Iulia ha sede l'Arcidiocesi di Alba Iulia, la principale diocesi cattolica di rito latino del paese e quella col maggior numero di fedeli.
Inoltre l'Arcieparchia di Făgăraș e Alba Iulia, con sede a Blaj, è la sede metropolitana dell'intera Chiesa greco-cattolica rumena, nonché la più grande.